# 法国砂锅

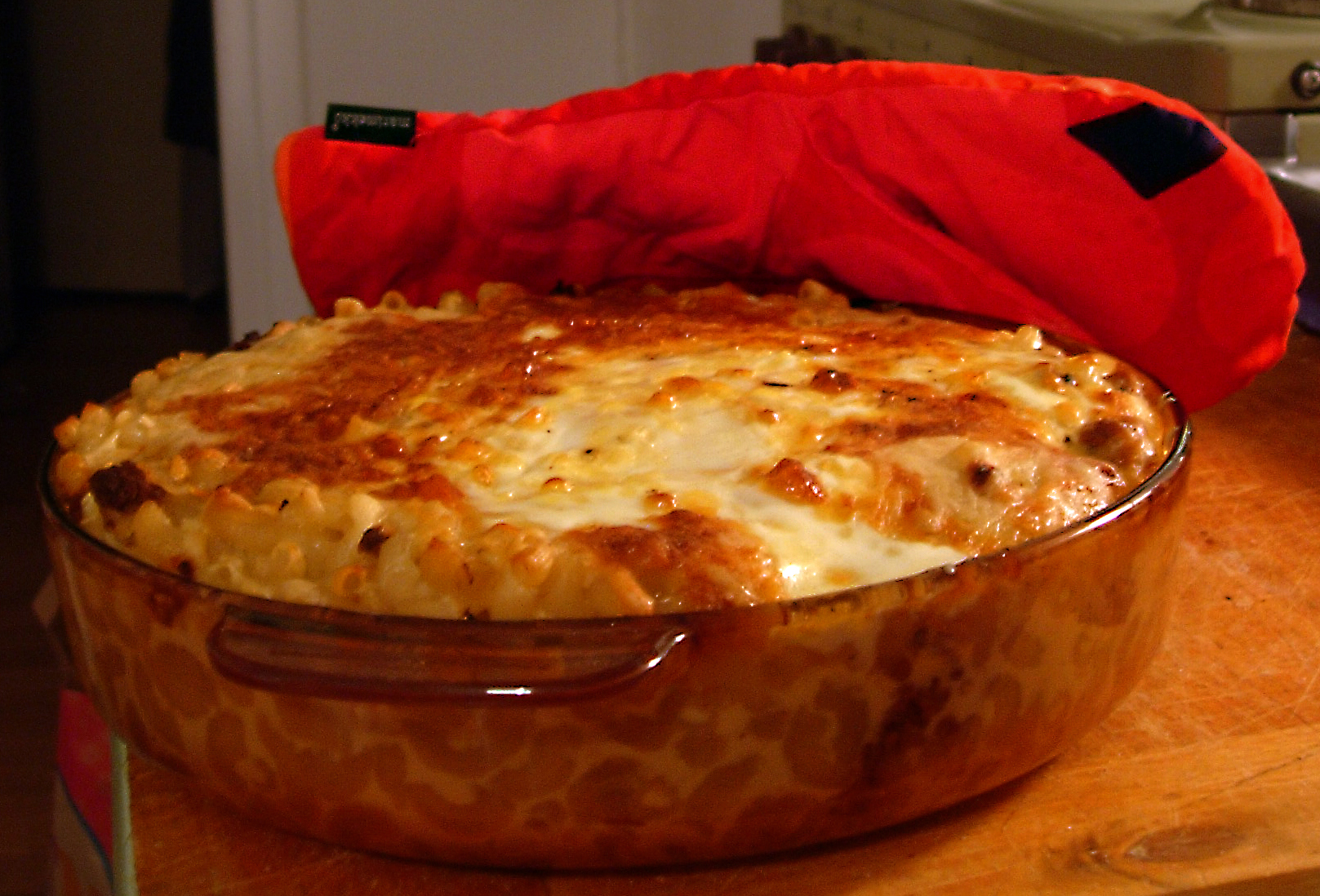
芬蘭通心粉沙鍋

法国砂锅（Casserole），又称法国烤锅，是一种大而深的烹调容器，一般用陶瓷或玻璃制成，可放入烤炉，也可直接在餐桌上盛放菜肴。該詞亦可指稱使用此容器烹调而成的菜肴。

## 名称源由
「casserole」一詞来自法语，词源是古法语中表示“大调羹”的“casse”一词。然而，英语中的「casserole」一词与法语中的「casserole」一词意义并不一样。法语中「casserole」指的是有长柄的平底锅，而对应英语中「casserole」可放入烤箱中烘烤的容器，则称为「plat à four」。

## 起源

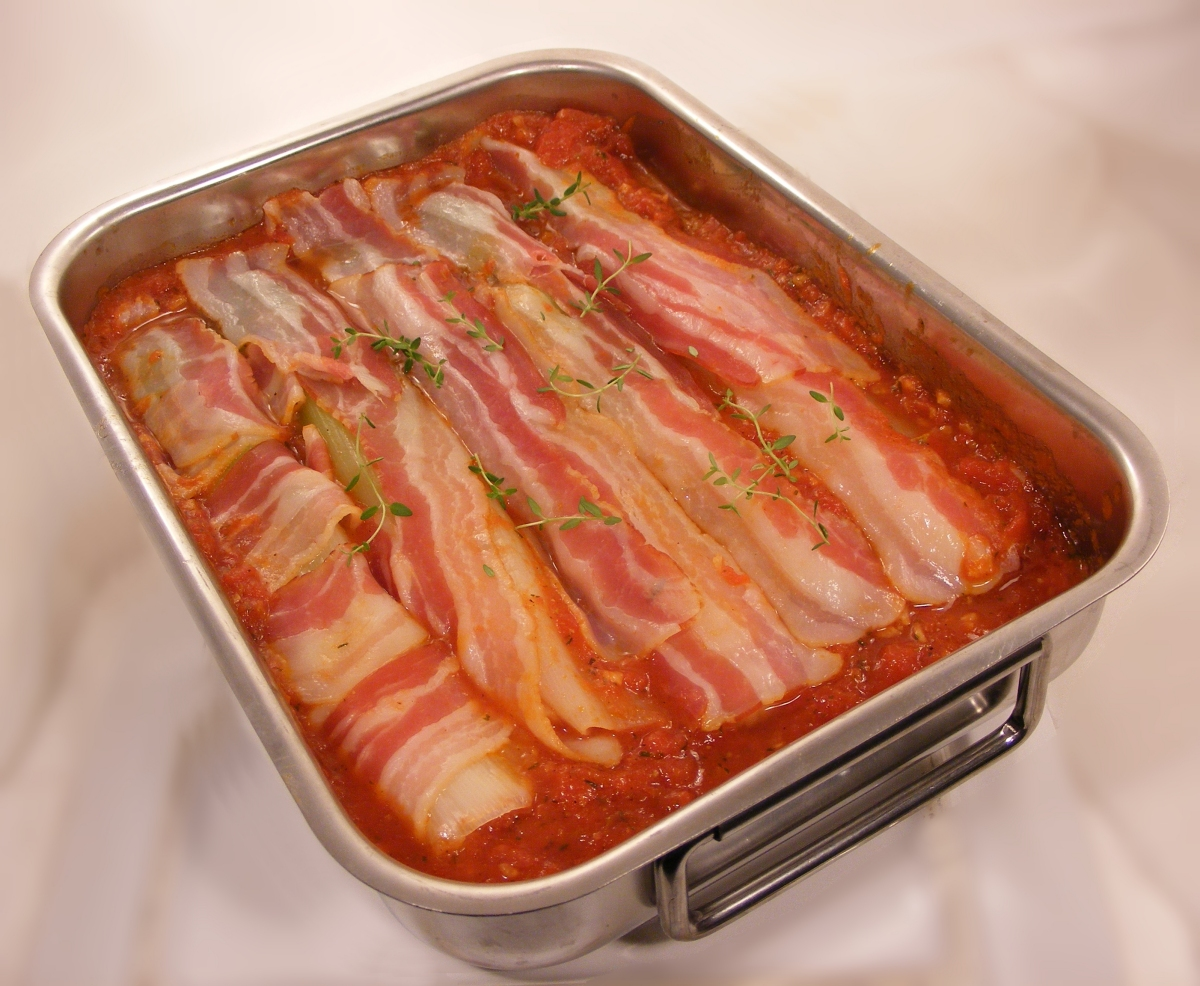
培根、韭葱、番茄及大蒜制成的浓汤砂锅

最早起源于古代欧洲用陶土制成的容器烹煮肉汤的过程。

## 北美版本
在北美，此菜肴常由浓汤制成，是家庭宴会的常见菜色。